# Hoa Hakananai'a

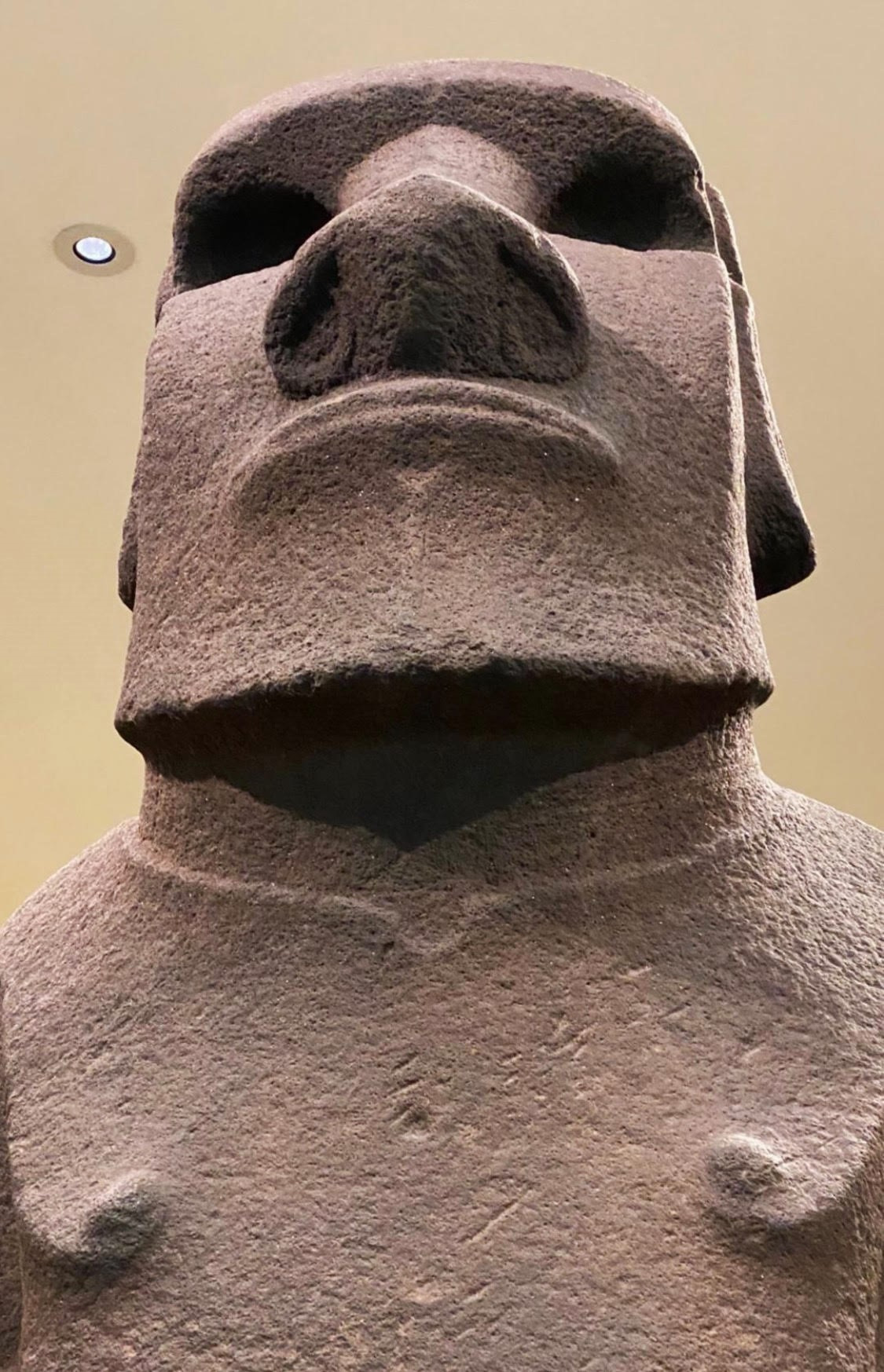
Moai situado al interior del Museo Británico

El Hoa Hakananai'a es un moái (estatua de piedra monolítica) construido en Rapa Nui, robado desde la isla y que desde 1869 se encuentra expuesto en el Museo Británico de Londres. Aunque relativamente pequeña, se considera típica de la forma de estatua de la isla, pero se distingue por las tallas agregadas en la parte posterior, asociadas con el culto rapanui al hombre pájaro (tangata manu).

## Historia
Este moai estaba situado originariamente al interior de una vivienda ceremonial del centro ceremonial llamado Orongo, en Rapa Nui, pero el 7 de noviembre de 1868 fue robado y trasladado al barco inglés HMS Topaze, capitaneado por Richard Ashmore Powell, que posteriormente lo trasladó a Inglaterra, desembarcando en el puerto de Portsmouth, el 25 de agosto de 1869. Originalmente habría contado con pigmentación roja y blanca, la cual se podría haberse perdido durante su viaje en el Topaze o al poco tiempo de su arribo Reino Unido.
La Reina Victoria de Inglaterra lo donó al Museo Británico de Londres, donde se encuentra expuesto de forma permanente, y tiene asignado un número de inventario AOA 1869, 10-5.1.

### Propuesta de intercambio por los Rapa Nui
En 2018 algunos habitantes de la Rapa Nui pertenecientes a la Comunidad Ma'u Henua (organización del pueblo Rapa Nui), propusieron a Inglaterra construir una réplica de la estatua y donársela al Museo Británico de Londres a cambio de la devolución del monumento original. Para ello, se está realizando una copia de policarbonato del moai a cargo del Museo Bishop de Hawái, que se estima se finalizará el 3 de noviembre. El 23 de ese mes una delegación, que también incluye integrantes del gobierno de Chile, viajaría a Londres para negociar este posible acuerdo. Se llevaría un libro donde se explica la demanda, firmado por turistas que visitan la isla y desean apoyar la causa.
Una de las razones que las autoridades del Museo Británico esgrimían para no devolver el moái era que no había un plan de conservación para estas esculturas en Rapa Nui. Según un estudio publicado por el diario estadounidense The New York Times en marzo de 2018, el nivel del mar ha aumentado notoriamente, amenazando los restos arqueológicos de la isla. El gobierno chileno señala que las condiciones han cambiado desde la fecha en que fue hecha esa evaluación.

## Características

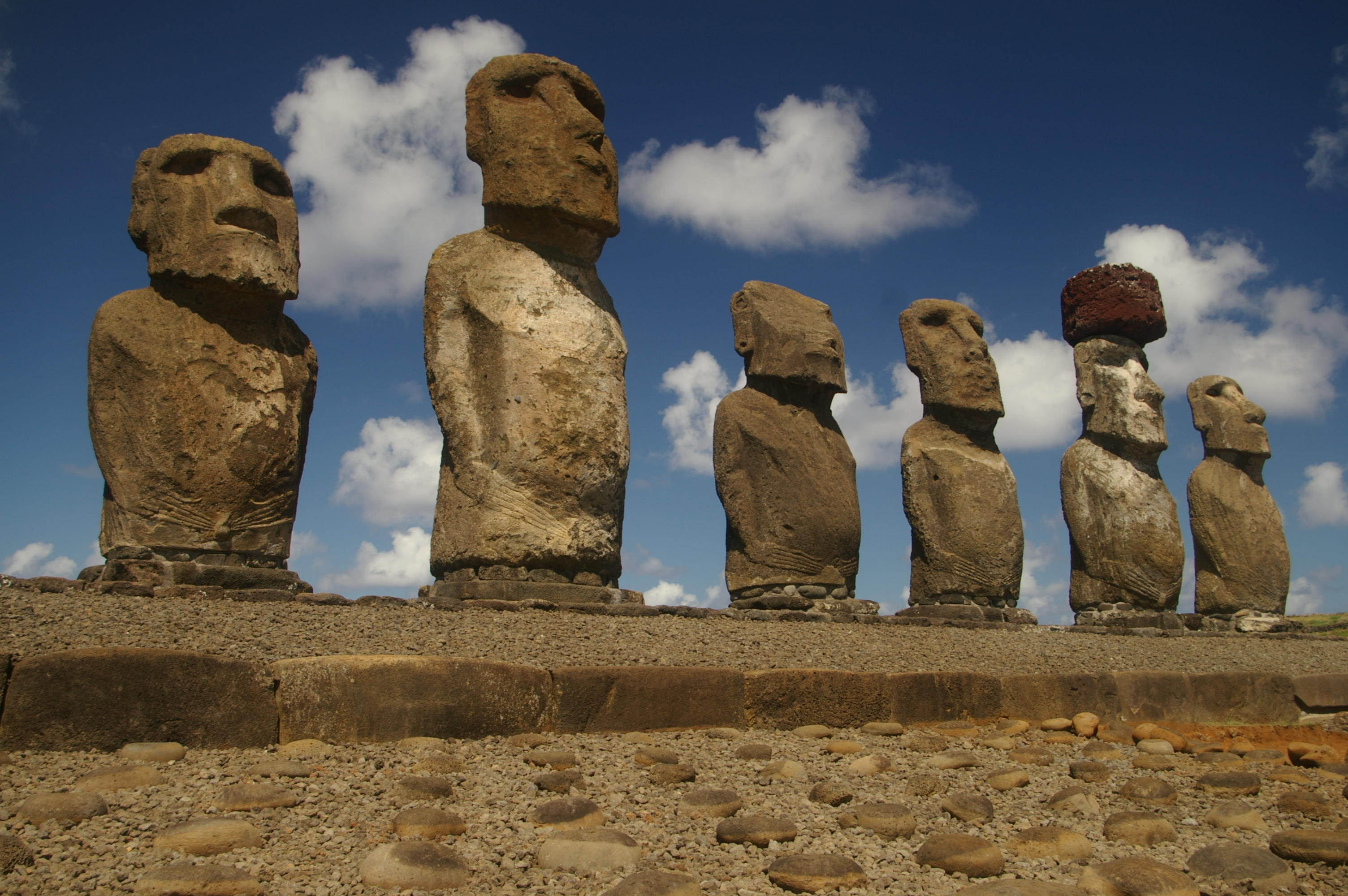
Seis de los moáis de la plataforma Ahu Tongariki.

- Material: es uno de los dieciséis moais que están fabricados en basalto.
- Altura: 2 metros 42 centímetros.
- Peso: 4 toneladas.

## Simbología
Aunque no existe certeza al respecto del significado simbólico de los moáis, hay varias hipótesis en torno a estas estatuas. Se sabe que las estatuas fueron talladas por los habitantes polinesios de Rapa Nui, entre los siglos XII y XVII, como representaciones de antepasados difuntos, de manera que proyectaran su mana (poder sobrenatural) sobre sus descendientes.

Camilo Rapu, presidente de la comunidad Mau Henua, explica el valor del Hoa Hakananai'a para la comunidad Rapa Nui, señalando
Esta es una demanda histórica del pueblo Rapa Nui. Ese moai tiene un valor espiritual, es parte de nuestra familia y nuestra cultura. Queremos que ella (la reina Isabel II) entienda que para nosotros es ese el valor, no el de una pieza de exhibición
En sus palabras se desprenden las diferencias culturales entre el pueblo polinésico y la mirada occidental, puesto que no resaltan un valor histórico, exhibitivo, artístico o estético sino valores identitarios que pertenecen a la comunidad de manera entrañable; como la familia, el espíritu y la cultura. Si bien el Museo Británico permite el acceso de manera virtual al objeto, en definitiva, esta resolución conocida en la museología como «repatriación virtual» puede ser interpretada como un reemplazo cínico para la repatriación, negando la necesidad de un retorno real.